# Arquidiocese de Omaha
A Arquidiocese de Omaha (Archidiœcesis Omahensis) é uma circunscrição eclesiástica da Igreja Católica situada em Omaha, Nebraska, Estados Unidos. Seu atual arcebispo é Michael George McGovern. Sua Sé é a Catedral de Santa Cecília.
Possui 137 paróquias servidas por 268 padres, contando com 930 mil habitantes, com 25,7% da população jurisdicionada batizada.

## História
O vicariato apostólico de Nebraska foi eregido em 6 de janeiro de 1857, recebendo o território do vicariato apostólico do Território Indígena a Leste das Montanhas Rochosas (atual arquidiocese de Kansas City em Kansas).
Em 5 de março de 1883 cede uma porção do seu território em vantagem da ereção do vicariato apostólico de Montana (atual diocese de Helena).
Em 2 de outubro de 1885 o vicariato apostólico foi elevado a diocese e assume o nome de diocese de Omaha.
Em 2 de agosto de 1887 cede partes do seu território em vantagem da ereção da diocese de Cheyenne e de Lincoln.
Em 15 de junho de 1893 passou a fazer parte da província eclesiástica da arquidiocese de Dubuque.
Em 8 de março de 1912 e em 13 de maio de 1916 cede outras porções do território respectivamente para a ereção e para a ampliação da diocese de Kearney, hoje diocese de Grand Island.
Em 4 de agosto de 1945 a diocese é elevada ao posto de arquidiocese metropolitana com a bula Universi dominici gregis do Papa Pio XII.

## Prelados
| #                        | Nome                                     | Período    | Notas                                               |
| Arcebispos               | Arcebispos                               | Arcebispos | Arcebispos                                          |
| ------------------------ | ---------------------------------------- | ---------- | --------------------------------------------------- |
| 6º                       | Michael George McGovern                  | 2025-      | Atual                                               |
| 5º                       | George Joseph Lucas                      | 2009-2025  | Arcebispo emérito                                   |
| 4º                       | Elden Francis Curtiss                    | 1993-2009  | Arcebispo emérito                                   |
| 3º                       | Daniel Eugene Sheehan †                  | 1969-1993  |                                                     |
| 2º                       | Gerald Thomas Bergan †                   | 1948-1969  |                                                     |
| 1º                       | James Hugh Ryan †                        | 1945-1947  |                                                     |
| Bispo-auxiliar           |                                          |            |                                                     |
|                          | Anthony Michael Milone                   | 1981-1987  | Nomeado Bispo de Great Falls-Billings               |
|                          | Daniel Eugene Sheehan                    | 1964-1969  | Elevado a Arcebispo                                 |
| Bispos                   |                                          |            |                                                     |
| 7º                       | James Hugh Ryan †                        | 1935-1945  |                                                     |
| 6º                       | Joseph Francis Rummel †                  | 1928-1935  | Nomeado Arcebispo de Nova Orleães                   |
| 5º                       | Jeremiah James Harty †                   | 1916-1927  |                                                     |
| 4º                       | Richard Scannell †                       | 1891-1916  |                                                     |
| 3º                       | James O'Connor †                         | 1876-1890  |                                                     |
| 2º                       | John Ireland †                           | 1875-1875  | Nomeado Bispo-coadjutor de Saint Paul e Minneapolis |
| 1º                       | James Michael Myles O'Gorman, O.C.S.O. † | 1859-1874  |                                                     |
| Administrador Apostólico |                                          |            |                                                     |
|                          | Francis Joseph Beckman                   | 1926-1928  | Bispo de Lincoln                                    |